# 169 î.Hr.

## Nașteri
- dată necunoscută: Cnaeus Domitius Ahenobarbus (consul în 122 î.Hr.)  (d. ?)

## Decese
- Ennius (Quintus Ennius), 70 ani, scriitor roman (n. 239 î.Hr.)